# Johann IX. Philipp von Walderdorff

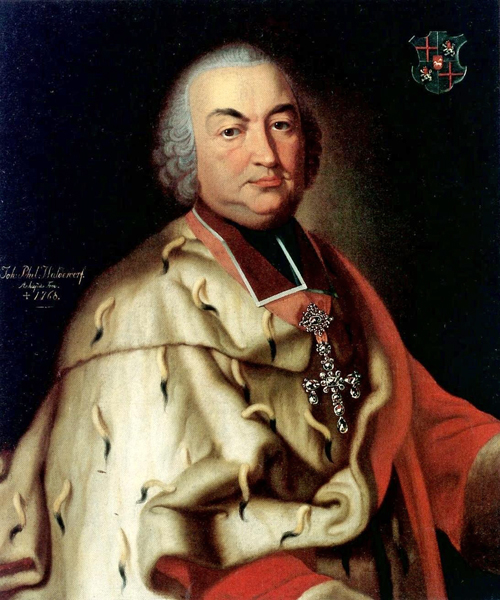
Johann Philipp von Walderdorff, Bild um 1800

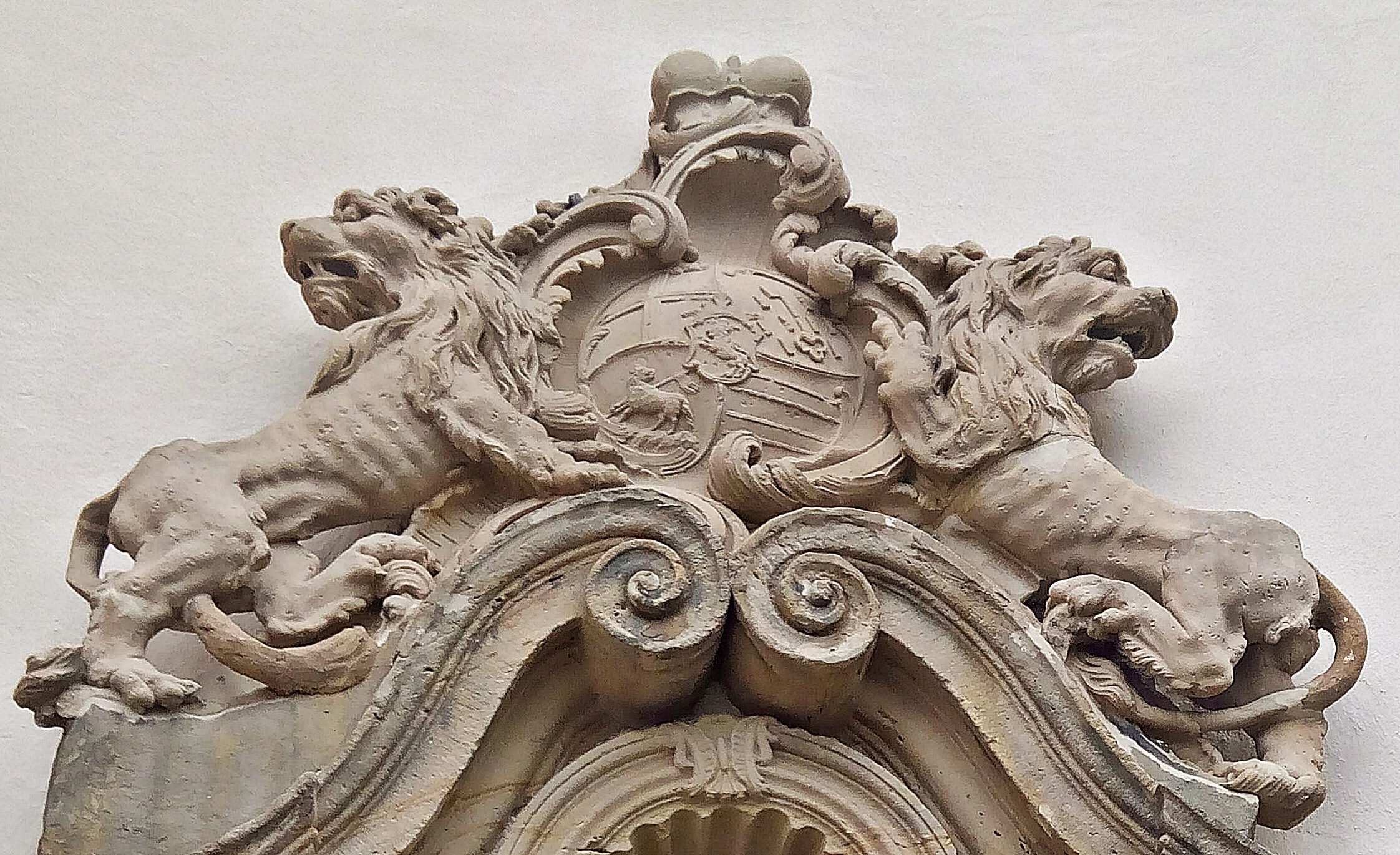
Wappen des Bischofs an der Kirche St. Cyriakus (Frankenthal-Eppstein)

Johann Philipp Freiherr von Walderdorff (* 24. Mai 1701 auf Schloss Molsberg bei Montabaur; † 12. Januar 1768 in Ehrenbreitstein) war als Johann IX. von 1756 bis 1768 Erzbischof und Kurfürst von Trier, sowie ab 1763 Fürstbischof von Worms.

## Leben und Wirken

### Frühe Jahre
Johann Philipp von Walderdorff war der bedeutendste Vertreter des Westerwälder Adelsgeschlechts Walderdorff. Er wurde geboren als Sohn des kaiserlichen Obristen Reichsfreiherr Carl Lothar von Walderdorff zu Molsberg und Isenberg († 1722) und dessen Gattin Anna Katharina Elisabeth Freiin von Kesselstatt († 1733). Von 1720 bis 1722 studierte er an der von den Jesuiten geleiteten Universität Mainz, hielt sich 1722 bis 1724 zur „Grand Tour“ in Frankreich auf und wurde am 3. September 1739 zum Generalvikar des Erzstiftes Trier ernannt. 1742 wählte man ihn dort zum Domdekan und er erhielt als solcher am 7. Oktober des Jahres die Priesterweihe.

### Bischof und Kurfürst

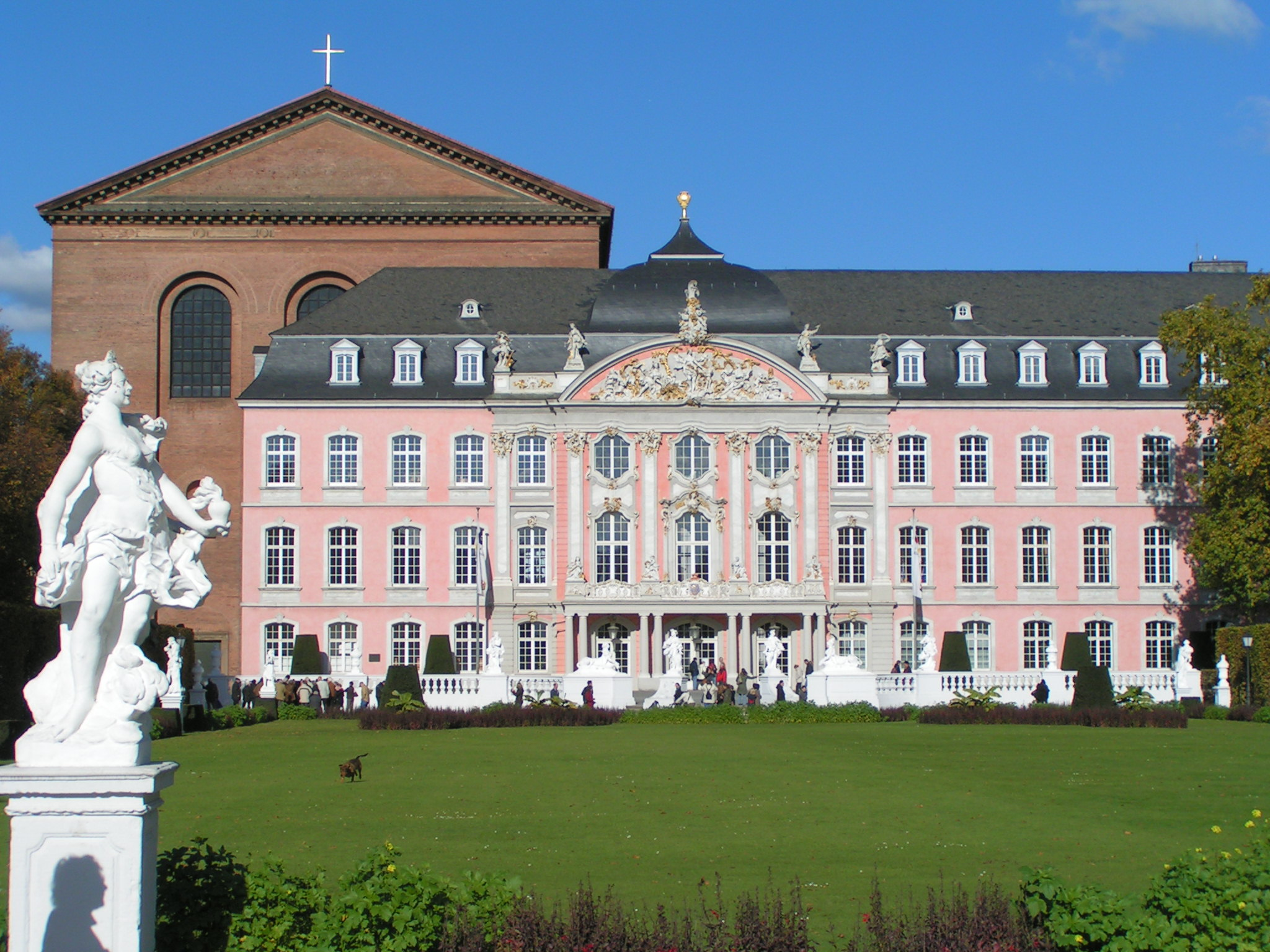
Das von Bischof Walderdorff errichtete Kurfürstliche Palais in Trier

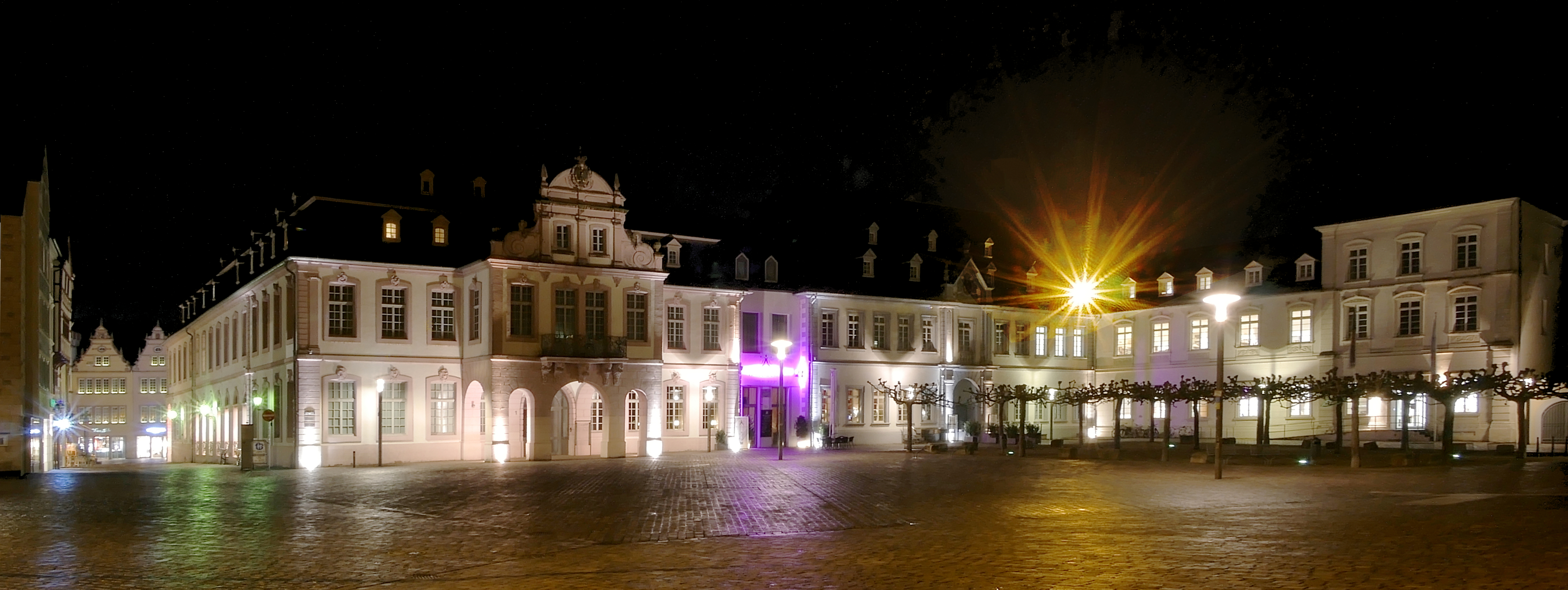
Das von Bischof Walderdorff errichtete Palais Walderdorff in Trier

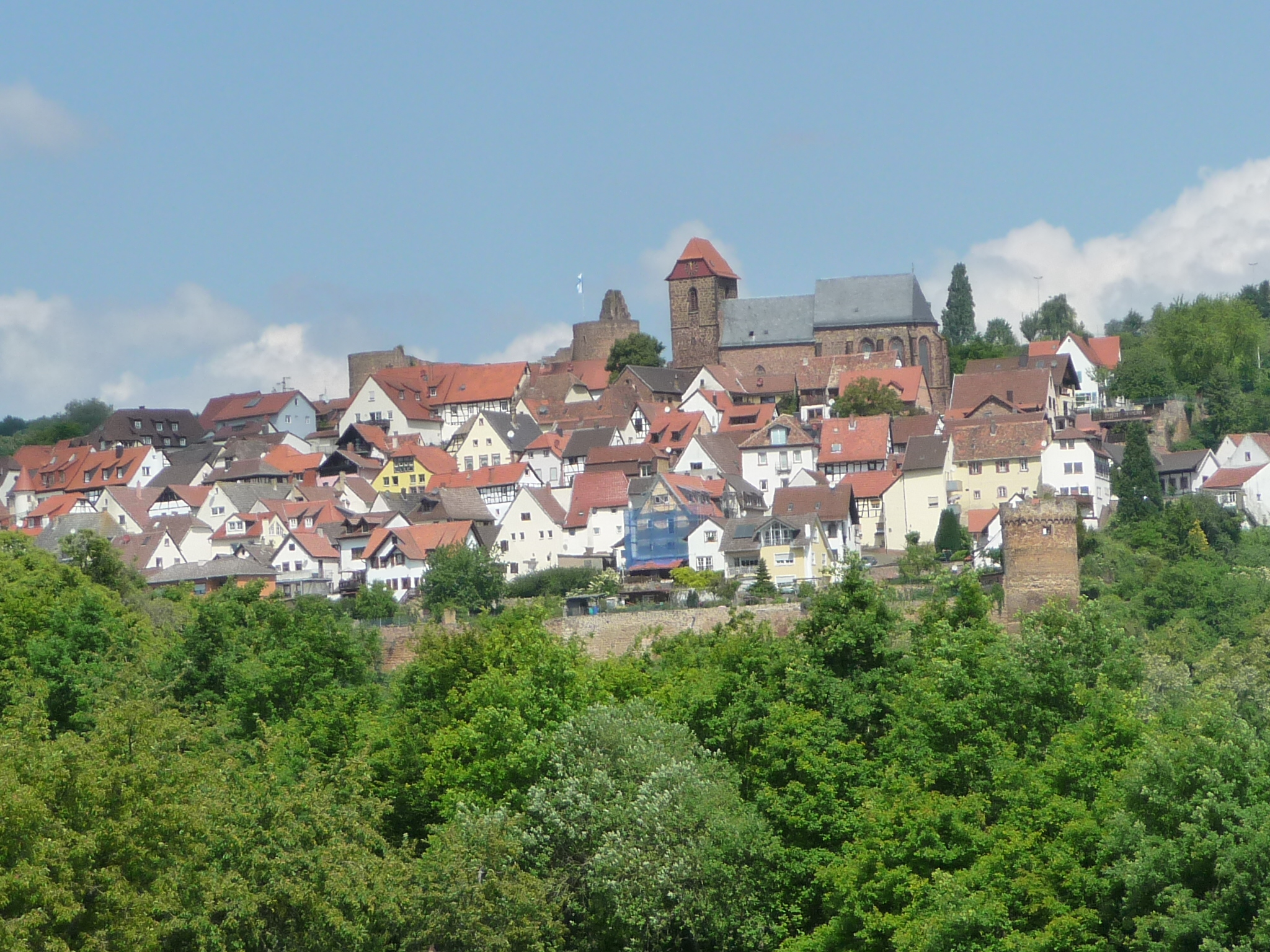
Das für das Bistum Worms erworbene Neuleiningen

Johann Philipp von Walderdorff wurde am 12. August 1754 zu Wien für seine Person in den Reichsfürstenstand als Fürst von Prüm erhoben. Am 16. September 1754 ernannte ihn Papst Benedikt XIV. zum Koadjutor von Erzbischof Franz Georg von Schönborn und zum Titularerzbischof von Patras; er war der französische Wunschkandidat. Die Bischofsweihe erteilte ihm sein Kurfürst am 15. Juni 1755 in der Kapuzinerkirche zu Koblenz-Ehrenbreitstein. Nach dem Tod Schönborns (18. Januar 1756) folgte er diesem im Amt nach, am 16. Februar 1756 erhielt er das erzbischöfliche Pallium.
Von 1756 bis 1768 regierte er als Erzbischof bzw. Kurfürst von Trier und Administrator der Abtei Prüm, 1763 wurde Walderdorff zusätzlich auch Fürstbischof von Worms. Seine rege Bautätigkeit bezeugen noch heute das Kurfürstliche Palais zu Trier, Schloss Engers in Neuwied und das Familienschloss Molsberg im Westerwald, das durch den Tod des Bauherren allerdings ein Torso blieb. 1767 gelang ihm der Kauf des leininger Anteils von Dorf und Burg Neuleiningen, wodurch der strategisch bedeutsame, bisher nur hälftig dem Hochstift Worms gehörende Ort ganz an dieses fiel. Unter seiner Regierung erbaute man im Bistum Worms die Kirche St. Cyriakus (Frankenthal-Eppstein). Sie trägt frontseitig, über beiden Türen, sein Bischofswappen.
Johann Philipp von Walderdorff war ein leidenschaftlicher Jäger, liebte den barocken Prunk und stellte diesen auch an seinem Hof dar. Da er sich als umgänglicher Charakter gerne auch von anderen leiten ließ, galt er eher als ein schwacher Kurfürst. Auf religiösem Gebiet führte er das Ewige Gebet ein. Außerdem ließ er 1765 in Ehrenbreitstein feierlich den Hl. Rock ausstellen und rief dazu eine Wallfahrt aus.
Im „Denkwürdigen rheinischen Antiquarius“ heißt es 1851 über Johann Philipp von Walderdorff:

„Ein Herr von äußerst einnehmender Gesichts-Bildung und einem aufrichtigen Hertzen; sein Character war edel und sehr sanftmütig, seine Humeur allzeit aufgeweckt, sein Verstand männlich, und seine Beurtheilungskraft gesund. Er war fromm ohne Heuchelen, herablassend, gnädig und freundlich gegen jederman; äußerst wohlthätig und freygebig, auch sehr mitleidig gegen die Armen und von einem starcken und gesunden Temperament. Er hatte von den Geschäften einen leichten Begriff und eine sehr gesunde Beurtheilung. Unter wenigen Kurfürsten sind so viel heilsame Verordnungen erlassen worden, als eben unter dieses Kurfürsten 12-jähriger Regierung. Er kränkte mit Wissen keinen Menschen, wurde allgemein geliebt, und doch dabey geforchtet; er pflegte nie, wie sein Herr Vorfahrer (Vorgänger), dem Volk so leicht den Segen zu ertheilen, sonderen einen jeden auf das Herablassenste zu grüßen.“

In der „Theologischen Realenzyklopädie“ (2002) schreibt Gerhard Müller über ihn, dass er bei der Bevölkerung beliebt gewesen sei, da seine Herrschaft weder durch private noch öffentliche Schulden getrübt war. Seine Regierung habe dem Wahlspruch geglichen, den er am Palais Walderdorff in Trier anbringen ließ: Uns wohl und niemandem übel. Walderdorff war dezidiert fromm, er besuchte täglich die Hl. Messe und zelebrierte sie stets persönlich an allen Sonn- und Feiertagen.
Sein Bruder war Adalbert II. von Walderdorff (1697–1759), Fürstabt und Bischof von Fulda, sein Neffe Philipp Franz Wilderich von Walderdorff (1739–1810), letzter Fürstbischof von Speyer.

## Grab

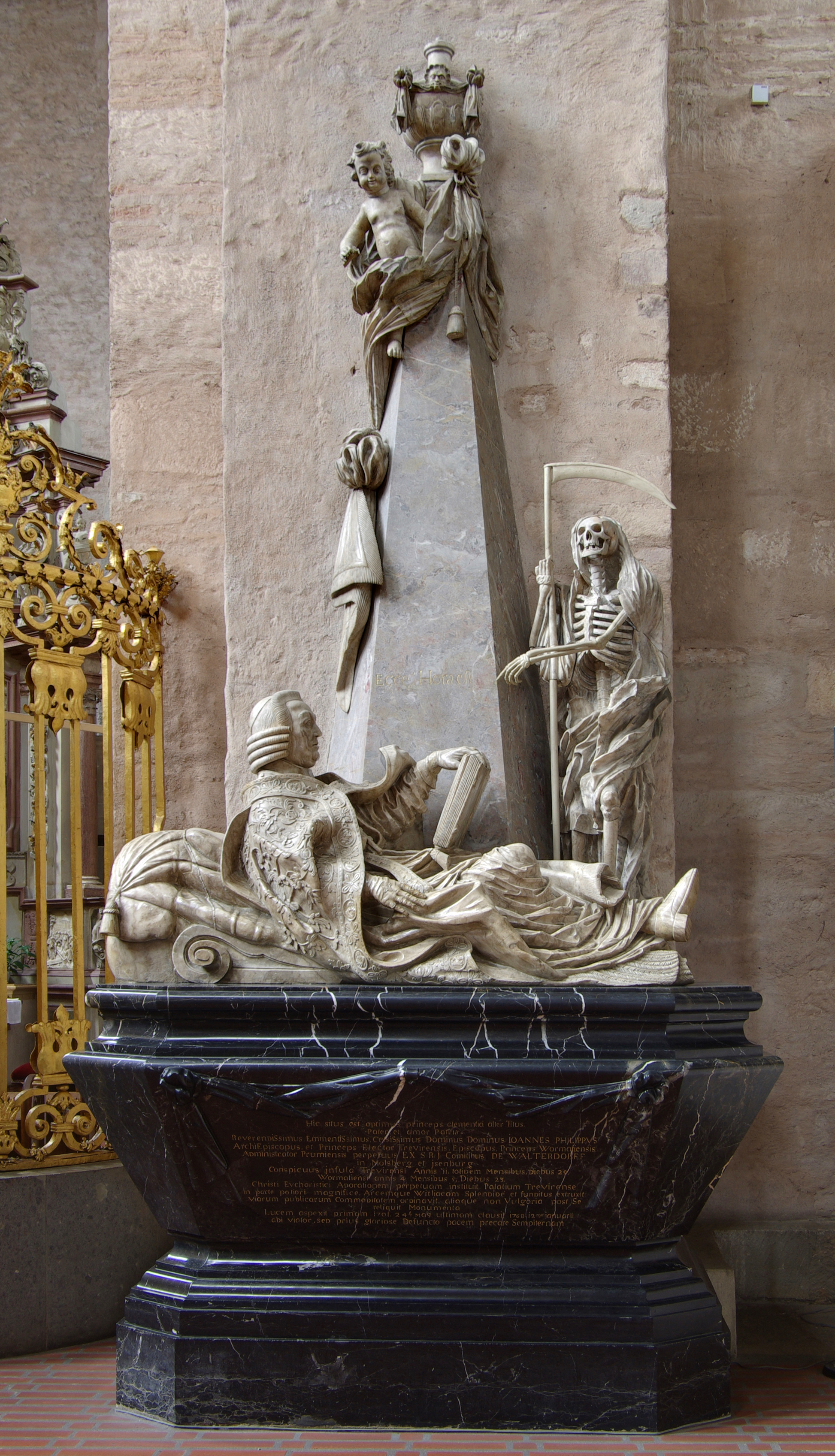
Johann Philipp von Walderdorffs Grabdenkmal im Trierer Dom

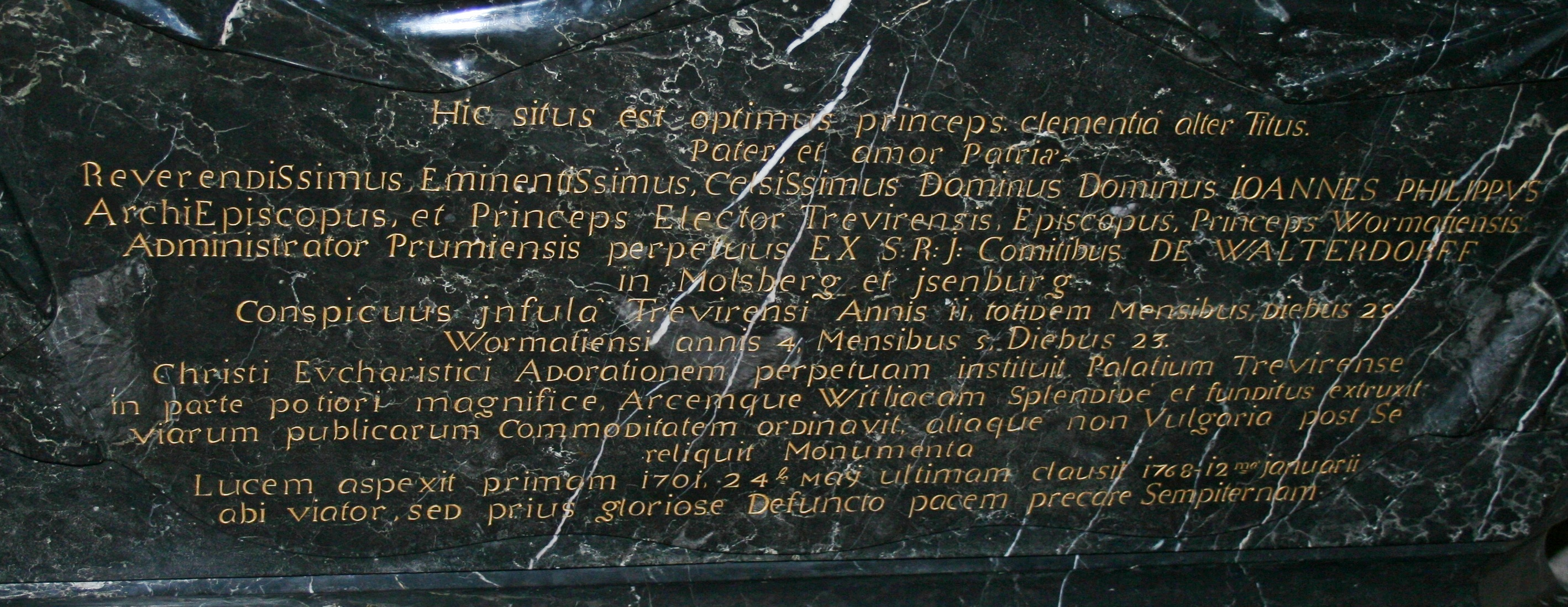
Grabinschrift im Trierer Dom

Johann Philipps imposantes, klassizistisches Grabdenkmal befindet sich am östlichen Ende des nördlichen Seitenschiffes des Trierer Doms neben dem Eingang zur Sakramentskapelle. Auf ihm ist der Bischof in liegender Pose dargestellt, neben ihm steht ein anatomisch sehr feinfühlig modelliertes Skelett mit Sense. Es weist mit seinem Knochenfinger auf die Obeliskeninschrift „Ecce hora est“, sinngemäß: „Siehe, die Stunde ist da.“ In dem Buch Baugeschichtlicher Führer durch Trier (Regierungs- und Baurat von Behr, Trier, 1909) heißt es dazu, das Gerippe aus weißem Marmor sei in der zweiten Hälfte des 19. Jahrhunderts vom Grab entfernt und ins Dommuseum ausgelagert worden, weil es auf die Gemeinde zu furchteinflößend wirkte. Heute ist das Grabdenkmal wieder im Originalzustand. Der ursprüngliche Kopf der Bischofsfigur wurde wohl schon zur Zeit der Revolutionskriege zerstört und im 19. Jahrhundert durch eine wenig lebensechte Nachbildung ersetzt.